# 1943 في الولايات المتحدة
فيما يلي قوائم الأحداث التي وقعت خلال عام 1943 في الولايات المتحدة.

## سياسة

### تعيين في المنصب
- 1 يناير – توماس ادموند ديوي حاكم نيويورك [الإنجليزية]‏.
- 1 يناير – هاري فرانسيس كيلي حاكم ميشيغان [الإنجليزية]‏.
- 3 يناير – جيمس ويليام فولبرايت عضو مجلس النواب الأمريكي.
- 3 يناير – كريستيان هيرتر عضو مجلس النواب الأمريكي.
- 4 يناير – إيرل وارين حاكم كاليفورنيا.
- 11 يناير – روبرت ص . كير حاكم أوكلاهوما [الإنجليزية]‏.
- 19 يناير – جيمس هندرسون داف Pennsylvania Attorney General [الإنجليزية]‏.

### انتهاء فترة المنصب
- 1 يناير – كريستيان هيرتر عضو مجلس نواب ماساتشوستس.
- 3 يناير – جانيت بيرينغ رانكن عضو مجلس النواب الأمريكي.
- 3 يناير – جون ميلز هيوستن عضو مجلس النواب الأمريكي.
- 19 يناير – آرثر جيمس حاكم ولاية بنسلفانيا [الإنجليزية]‏.

## ظهور
- 1 يناير – التحرر من الحاجة
- 1 يناير – التحرر من الخوف
- 1 يناير – حرية التعبير
- 1 يناير – حرية العبادة

## أفلام
من الأفلام التي صدرت هذه السنة في الولايات المتحدة:
- 1 يناير – أنشودة بيرناديت من إخراج هنري كينغ.
- 1 يناير – الأميرة أورورك من إخراج Norman Krasna [الإنجليزية]‏.
- 1 يناير – البيت المجنون من إخراج إدوارد فرنسيس كلاين.
- 1 يناير – الجنة يمكن أن تنتظر من إخراج إرنست لوبيتش.
- 1 يناير – الكوميديا الإنسانية من إخراج كلارنس براون.
- 1 يناير – باتمان من إخراج لامبرت هيلير.[1]
- 1 يناير – توكيو جوكيو من إخراج Norman McCabe [الإنجليزية]‏.
- 1 يناير – حادث قوس الثور من إخراج James Tinling [الإنجليزية]‏، ويليام آيه. ويلمان.
- 1 يناير – شبح الأوبرا من إخراج Arthur Lubin [الإنجليزية]‏.
- 1 يناير – شرلوك هولمز يواجه الموت من إخراج روي ويليام نيل.
- 1 يناير – كلما زاد العدد زاد المرح من إخراج جورج ستيفنز.
- 1 يناير – مدام كوري من إخراج ميرفين لوروا.
- 1 يناير – مرحا فريسكو مرحا من إخراج H. Bruce Humberstone [الإنجليزية]‏.
- 1 يناير – مشاهدة نهر الراين من إخراج Herman Shumlin [الإنجليزية]‏، هال موهر [الإنجليزية]‏.
- 1 يناير – هذا جيشي من إخراج مايكل كورتيز.
- 1 يناير – هذه الأرض لي من إخراج جان رينوار.
- 2 أكتوبر – قدم واحدة في الجنة من إخراج Irving Rapper [الإنجليزية]‏.

## كتب
من الكتب التي صدرت هذه السنة في الولايات المتحدة:
- 1 يناير – الرباعيات الأربع من تأليف ت. س. إليوت.
- 1 يناير – رحلة الحلم لكاداث المجهول من تأليف هوارد فيليبس لافكرافت.
- 1 يناير – شجرة تنبت في بروكلين من تأليف بيتي سميث.

## مواليد

### يناير
- 1 يناير – ألفين لويس ملاكم من الولايات المتحدة الأمريكية.
- 1 يناير – إريك أوين موس مهندس معماري أمريكي.[2]
- 1 يناير – تشارلز إتش بينيت
- 1 يناير – جون مادي فيزيائي أمريكي.
- 1 يناير – دكستر وستبروك لاعب كرة سلة من الولايات المتحدة الأمريكية.
- 1 يناير – ريتشارد سينيه[3]
- 1 يناير – وليم أوشي كاتب من الولايات المتحدة الأمريكية.[4]
- 4 يناير – دوريس كيرنز غودوين[5]
- 10 يناير – جيم كروتش[6]
- 12 يناير – حاييم سدر
- 14 يناير – هولند تايلور ممثلة أمريكية.[7]
- 16 يناير – جون بيري فيلسوف أمريكي.[8]
- 16 يناير – فريدريك كوفين ممثل أمريكي.[9]
- 17 يناير – دانيال براندنستاين رائد فضاء أمريكي.
- 19 يناير – جانيس جوبلين[10]
- 23 يناير – روبرت دي كابانا رائد فضاء أمريكي.
- 24 يناير – شارون تايت ممثلة أمريكية.[11]
- 25 يناير – توبي هوبر[12]
- 28 يناير – جون بيك ممثل أمريكي.
- 28 يناير – جيم كالدويل لاعب كرة سلة أمريكي.

### فبراير
- 3 فبراير – بليث دانر ممثلة أمريكية.[13]
- 4 فبراير – كين تومسن
- 5 فبراير – مايكل مان[14]
- 6 فبراير – بويدن جراي
- 6 فبراير – فابيان فورت
- 8 فبراير – كريد براتون موسيقي أمريكي.
- 9 فبراير – جو بيشي[15]
- 9 فبراير – جوزيف ستيجلز[16]
- 13 فبراير – إلين باجلز كاتب أمريكي.[17]
- 13 فبراير – كيندال راين لاعب كرة سلة أمريكي.
- 14 فبراير – لاري قسطنطين
- 14 فبراير – ماسيو باركر[18]
- 15 فبراير – دان أندرسون لاعب كرة سلة من الولايات المتحدة الأمريكية.
- 19 فبراير – روبرت تريفيرس
- 19 فبراير – هومر هيكام[19]
- 21 فبراير – ديفيد جيفن[20]
- 22 فبراير – توم فان أرسديل لاعب كرة سلة أمريكي.
- 22 فبراير – ديك فان أرسديل[21]
- 24 فبراير – آل تاكر لاعب كرة سلة أمريكي.[22]
- 26 فبراير – بيل ديوك ممثل ومخرج أمريكي.[23]
- 26 فبراير – تشارلز ثاكر
- 28 فبراير – تومي كرون لاعب كرة سلة أمريكي.

### مارس
- 1 مارس – جيل أميليو[24]
- 4 مارس – ريتشارد فرانكيل مهندس أمريكي.
- 5 مارس – بيلي باكوس ملاكم من الولايات المتحدة الأمريكية.
- 9 مارس – بوبي فيشر لاعب شطرنج أمريكي، وأستاذ كبير، وبطل العالم الحادي عشر في الشطرنج.[25]
- 9 مارس – جف راسكين[26]
- 11 مارس – مارك كوهين مؤرخ من الولايات المتحدة الأمريكية.[27]
- 12 مارس – جوني جونز لاعب كرة سلة أمريكي.
- 12 مارس – جيمي رودجرز مدرب كرة سلة من الولايات المتحدة الأمريكية.
- 14 مارس – أنيتا موريس[28]
- 18 مارس – كيفن دوبسون[29]
- 19 مارس – جيمس جي واين فيزيائي أمريكي.
- 19 مارس – نيت بومان لاعب كرة سلة أمريكي.
- 22 مارس – جورج بنسون موسيقي أمريكي.[30]
- 24 مارس – مارتن لانكستر سياسي أمريكي.
- 25 مارس – بول مايكل غلاسر ممثل ومخرج أمريكي.[31]
- 25 مارس – ويليام ه غينسبورغ محامي أمريكي.
- 26 مارس – بوب ودورد صحفي أمريكي.[32]
- 28 مارس – ثاد سبنسر ملاكم من الولايات المتحدة الأمريكية.
- 28 مارس – كونشاتا فيريل[33]
- 31 مارس – جون أستل سياسي أمريكي.
- 31 مارس – كريستوفر واكن ممثل أمريكي.[34]

### أبريل
- 5 أبريل – سكيب ثورين لاعب كرة سلة من الولايات المتحدة الأمريكية.
- 5 أبريل – ماكس غيل ممثل أمريكي.[35]
- 7 أبريل – جيم فوكس لاعب كرة سلة أمريكي.
- 13 أبريل – روبرت هورماتس مصرفي من الولايات المتحدة الأمريكية.[36]
- 15 أبريل – روبرت ليفكوويتز[37]
- 15 أبريل – غاي بويد ممثل أمريكي.
- 17 أبريل – روي استرادا[38]
- 17 أبريل – نيل جونسون لاعب كرة سلة أمريكي.
- 23 أبريل – غيل غوودريتش لاعب كرة سلة أمريكي.
- 25 أبريل – ألان فيدوتشيا[39]
- 28 أبريل – جون أوليفر كريتون رائد فضاء أمريكي.
- 28 أبريل – جون فيرتشايلد لاعب كرة سلة أمريكي.
- 30 أبريل – بوبي في مغني أمريكي.[40]

### مايو
- 1 مايو – باري كليمنس لاعب كرة سلة أمريكي.
- 6 مايو – جيمس توريل فنان أمريكي.[41]
- 6 مايو – ميلتون وليام كوبر[42]
- 10 مايو – ديفيد كلينون ممثل أمريكي.[43]
- 10 مايو – ريتشارد درمان[44]
- 16 مايو – دان كوتس سياسي أمريكي.[45]
- 21 مايو – رون واتس لاعب كرة سلة أمريكي.
- 24 مايو – لوني لين لاعب كرة سلة أمريكي.
- 31 مايو – جو ناماث لاعب كرة قدم أمريكية.[46]

### يونيو
- 3 يونيو – بيلي كنغهام
- 4 يونيو – جويس ماير كاتبة من الولايات المتحدة الأمريكية.
- 6 يونيو – ريتشارد سمولي كيميائي أمريكي.[47]
- 8 يونيو – تاليس مكرينولدز لاعب كرة سلة أمريكي.
- 8 يونيو – وليام كالي عسكري من الولايات المتحدة الأمريكية.[48]
- 10 يونيو – جون مكجلوكلين لاعب كرة سلة أمريكي.
- 11 يونيو – باستر ماتيس ملاكم من الولايات المتحدة الأمريكية.
- 13 يونيو – جيم غاي تاكر سياسي أمريكي.
- 17 يونيو – باري مانيلو موسيقي أمريكي.[49]
- 17 يونيو – جايمس إيليوت عالم فلك أمريكي.
- 17 يونيو – ستيفن كلارك سباح أمريكي.
- 17 يونيو – نيوت جينجريتش سياسي أمريكي.[50]
- 23 يونيو – فينت سيرف[51]
- 24 يونيو – كارول كالدويل جرايبنر لاعبة كرة مضرب أمريكية.
- 26 يونيو – جون بيسلي ممثل أمريكي.
- 28 يونيو – دونالد جوهانسون[52]
- 29 يونيو – جين ليتلز

### يوليو
- 1 يوليو – جيم واشنطن لاعب كرة سلة أمريكي.
- 1 يوليو – فريدي لويس لاعب كرة سلة أمريكي.
- 3 يوليو – نورمان ثاجارد رائد فضاء أمريكي.
- 8 يوليو – فرانسيس هارفي
- 9 يوليو – جون كاسبر رائد فضاء أمريكي.
- 10 يوليو – أرثر أش لاعب كرة مضرب أمريكي.[53]
- 11 يوليو – توم هولندا ممثل ومخرج أمريكي.[54]
- 11 يوليو – كليم هاسكينز
- 11 يوليو – هوارد غاردنر[55]
- 12 يوليو – بول سيلاس
- 12 يوليو – والتر ماش[56]
- 18 يوليو – جيري تشامبرز لاعب كرة سلة أمريكي.[57]
- 18 يوليو – رحمن علي ملاكم من الولايات المتحدة الأمريكية.
- 19 يوليو – توماس ج سارجنت عالم اقتصاد أمريكي.[58]
- 19 يوليو – جاي ميلر لاعب كرة سلة أمريكي.
- 19 يوليو – روي ديفيد بريدجز رائد فضاء أمريكي.
- 20 يوليو – سيث شوستاك
- 21 يوليو – إدوارد هيرمان ممثل أمريكي.[59]
- 22 يوليو – بوبي شيرمان[60]
- 22 يوليو – ريك كاسيدي
- 24 يوليو – جون بريسون[61]
- 26 يوليو – بيتر هيامس[62]
- 26 يوليو – جون مايكل ماكونيل ضابط من الولايات المتحدة الأمريكية.
- 28 يوليو – بيل برادلي سياسي أمريكي.[63]
- 29 يوليو – تشارلز هالاهان[64]
- 31 يوليو – وليام بينيت سياسي أمريكي.[65]

### أغسطس
- 2 أغسطس – بيني بريسكو ملاكم من الولايات المتحدة الأمريكية.
- 2 أغسطس – ماكس رايت[66]
- 6 أغسطس – جون بوستل عالِم حاسوب من الولايات المتحدة الأمريكية.[67]
- 9 أغسطس – دون دي لاعب كرة سلة من الولايات المتحدة الأمريكية.
- 9 أغسطس – كين نورتون[68]
- 14 أغسطس – جون ماكبرايد رائد فضاء أمريكي.
- 16 أغسطس – بنيامين زوكرمان
- 17 أغسطس – روبرت دي نيرو[69]
- 21 أغسطس – بارينغتون دانيلز باركر، الابن قاضي أمريكي.
- 21 أغسطس – هيو ويلسون مخرج سينمائي وكاتب سيناريو وممثل أمريكي.[70]
- 23 أغسطس – رودني ألكالا قاتل متسلسل من الولايات المتحدة الأمريكية.
- 23 أغسطس – ستانلي بونز كيميائي من الولايات المتحدة الأمريكية.
- 23 أغسطس – نيلسون ديميل كاتب أمريكي.[71]
- 27 أغسطس – بوب كيري سياسي أمريكي.[72]
- 27 أغسطس – تيوزداي ويلد ممثلة أمريكية.[73]
- 27 أغسطس – روزالي برادفورد
- 30 أغسطس – تال برودي

### سبتمبر
- 5 سبتمبر – خوليو تورو لاعب كرة سلة بورتوريكي.
- 5 سبتمبر – مايك باريت لاعب كرة سلة أمريكي.[74]
- 7 سبتمبر – دوري موري لاعب كرة سلة أمريكي.
- 10 سبتمبر – نيل دونالد وولش كاتب أمريكي.[75]
- 17 سبتمبر – أنتوني زيني[76]
- 21 سبتمبر – جيري بروكهايمر[77]
- 25 سبتمبر – روبرت غيتس وزير الدفاع الأمريكي السابق ومستشار عسكري.[78]
- 25 سبتمبر – لي أكر ممثل أمريكي.[79]
- 30 سبتمبر – جودي باول ناطق رسمي من الولايات المتحدة الأمريكية.[80]

### أكتوبر
- 7 أكتوبر – أوليفر نورث[81]
- 8 أكتوبر – أر.أل ستاين
- 8 أكتوبر – شيفي تشيز[82]
- 11 أكتوبر – ميخائيل ستونبراكر عالِم حاسوب من الولايات المتحدة الأمريكية.[83]
- 17 أكتوبر – جيف كونجدون لاعب كرة سلة أمريكي.
- 25 أكتوبر – شارلي سمالز ملحن أمريكي.[84]
- 27 أكتوبر – جيري روك
- 27 أكتوبر – كارمن أرغنزينو[85]
- 29 أكتوبر – دون سيمبسون[86]
- 30 أكتوبر – جورج بيبلز لاعب كرة سلة أمريكي.

### نوفمبر
- 4 نوفمبر – كلارك جرايبنر
- 5 نوفمبر – سام شيبارد[87]
- 7 نوفمبر – ستيفن جرينبلات[88]
- 7 نوفمبر – مايكل سبنس عالم اقتصاد أمريكي.[89]
- 9 نوفمبر – دونالد سي باكر عالم فلك أمريكي.
- 12 نوفمبر – والاس شون[90]
- 14 نوفمبر – بيتر نورتن[91]
- 21 نوفمبر – فيل بريديسين سياسي أمريكي.[92]
- 22 نوفمبر – بيلي جين كينغ لاعبة كرة مضرب أمريكية.[93]
- 22 نوفمبر – جيري هيدنك
- 24 نوفمبر – ديف بينغ سياسي أمريكي.[94]
- 26 نوفمبر – مارلين روبنسون روائية أمريكية.[95]
- 28 نوفمبر – راندي نيومان[96]
- 30 نوفمبر – تيرينس ماليك[97]

### ديسمبر
- 2 ديسمبر – واين ألارد سياسي من الولايات المتحدة.[98]
- 8 ديسمبر – جيم موريسون[99]
- 11 ديسمبر – جون كيري سياسي أمريكي.[100]
- 12 ديسمبر – جياني روسو ممثل أمريكي.
- 12 ديسمبر – فيليس سمرفيل[101]
- 16 ديسمبر – ستيفين بوشكو منتج تلفزيوني وكاتب.[102]
- 19 ديسمبر – ريتشارد هاميلتون رياضياتي أمريكي.
- 21 ديسمبر – جاك نانس ممثل أمريكي.[103]
- 21 ديسمبر – جون أ. واردن الثالث ضابط من الولايات المتحدة الأمريكية.[104]
- 22 ديسمبر – بول ولفويتس سياسي أمريكي.[105]
- 23 ديسمبر – بتلر لامبسون[106]
- 23 ديسمبر – ديف لاتن لاعب كرة سلة أمريكي.
- 23 ديسمبر – هاري شيرر ممثل أمريكي.[107]
- 28 ديسمبر – بيلي تشابين ممثل أمريكي.[108]
- 29 ديسمبر – رون بيري لاعب كرة سلة أمريكي.
- 31 ديسمبر – جون دنفر[109]

## وفيات

### يناير
- 1 يناير – فرانك كريغ (مواليد 1868) ملاكم من الولايات المتحدة الأمريكية.
- 1 يناير – هاري إنساين (مواليد 1883) مصوّر سينمائي من الولايات المتحدة الأمريكية.
- 1 يناير – وليام بنهلوو هندرسون (مواليد 1877) فنان أمريكي.[110]
- 5 يناير – جورج واشنطن كارفر (مواليد 1864) نباتي.[111]
- 12 يناير – هاورد أتوود كيلي (مواليد 1858)[112]
- 14 يناير – لورا ريتشاردز (مواليد 1850) كاتب أمريكي.[113]
- 24 يناير – جو كينسكي (مواليد 1868) ملاكم من الولايات المتحدة الأمريكية.
- 25 يناير – سبنسر تشارترز (مواليد 1875)[114]

### فبراير
- 5 فبراير – تشارلز جوزيف تشامبرلين (مواليد 1863) عالم نبات أمريكي.[115]
- 25 فبراير – فلوريدا روفين ريدلي (مواليد 1861)

### مارس
- 2 سبتمبر – مارسدن هارتلي (مواليد 1877) فنان أمريكي.[116][116]
- 2 مارس – تايلر بروك (مواليد 1886) ممثل من الولايات المتحدة الأمريكية.[117]
- 7 مارس – جوزيف طومسون (مواليد 1874)

### أبريل
- 4 أبريل – جيمي باري (مواليد 1870) ملاكم من الولايات المتحدة الأمريكية.
- 8 أبريل – ريتشارد سيرز (مواليد 1861) لاعب كرة مضرب من الولايات المتحدة.
- 11 أبريل – دانيال جيم روبر (مواليد 1867) سياسي أمريكي.[118]

### مايو
- 7 مايو – ويد بوتلر (مواليد 1888) ممثل من الولايات المتحدة الأمريكية.
- 16 مايو – جيمس يوينغ (مواليد 1866)[119]
- 22 مايو – هيلين تافت (مواليد 1861)[120]
- 26 مايو – إدسل فورد (مواليد 1893) رائد أعمال من الولايات المتحدة الأمريكية.[121]

### يونيو
- 4 يونيو – كيرميت روزفلت (مواليد 1889)[122]
- 25 يونيو – جون كالهون فيليبس (مواليد 1870) سياسي أمريكي.[123]

### يوليو
- 6 يوليو – ريجينالد بارلو (مواليد 1866)[124]
- 9 يوليو – كليفورد وتنجام بيرز (مواليد 1876) عالم نفس أمريكي.[125]
- 15 يوليو – مارتا غولدن (مواليد 1868) ممثلة أمريكية.[126]
- 17 يوليو – آرثر بايرون (مواليد 1872) ممثل أمريكي.
- 17 يوليو – إدوارد نولان (مواليد 1888)
- 20 يوليو – مارتن فاوست (مواليد 1886) ممثل من الولايات المتحدة الأمريكية.
- 24 يوليو – جوزيف سويتمان أميس (مواليد 1864) فيزيائي من الولايات المتحدة الأمريكية.

### سبتمبر
- 2 سبتمبر – مارسدن هارتلي (مواليد 1877) فنان أمريكي.[116][116]
- 6 سبتمبر – فريند ريتشاردسون (مواليد 1865) سياسي أمريكي.[127]
- 18 سبتمبر – وليام سيلفستر هارلي (مواليد 1880) مهندس من الولايات المتحدة الأمريكية.[128]

### أكتوبر
- 10 أكتوبر – تشارلز ويست (مواليد 1885)[129]

### نوفمبر
- 5 نوفمبر – فرانك كامبيو (مواليد 1864)[130]
- 7 نوفمبر – دوايت فراي (مواليد 1899)[131]
- 17 نوفمبر – هوبر أتشلي (مواليد 1887)[132]
- 20 نوفمبر – بيرثا لامي فيشت (مواليد 1869) مهندسة أمريكية.
- 22 نوفمبر – لورينز هارت (مواليد 1895)[133]

### ديسمبر
- 15 ديسمبر – فاتس والر (مواليد 1904)[134]